# Alvarado, Tolima
Alvarado là một khu tự quản thuộc tỉnh Tolima, Colombia. Thủ phủ của khu tự quản Alvarado đóng tại Alvarado Khu tự quản Alvarado có diện tích 347 ki lô mét vuông. Đến thời điểm ngày 28 tháng 5 năm 2005, Alvarado có dân số 7589 người.